# Adrian Kunz
Adrian Kunz (7 luglio 1967) è un allenatore di calcio ed ex calciatore svizzero, di ruolo attaccante.

## Palmarès

### Giocatore

#### Club

##### Competizioni nazionali
- Campionato svizzero: 1

Neuchâtel Xamax: 1987-1988
- Coppa Svizzera: 1

Sion: 1994-1995

##### Competizioni internazionali
- Coppa Intertoto UEFA: 1

Werder Brema: 1998